# Ros Beiaard

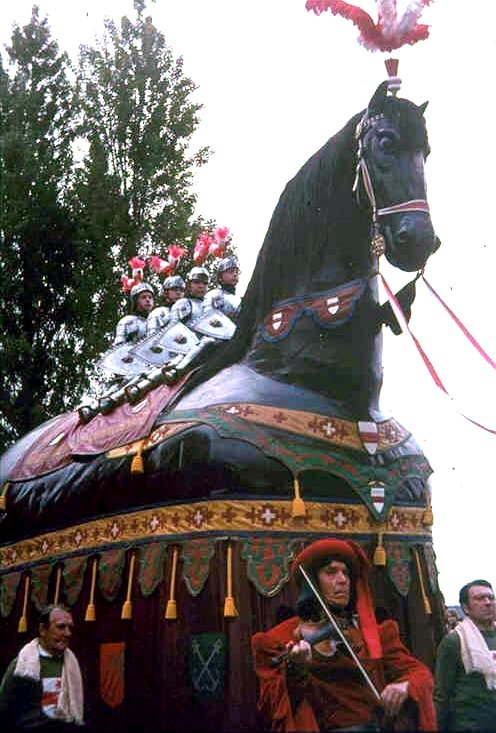
Het Ros Beiaard in Dendermonde

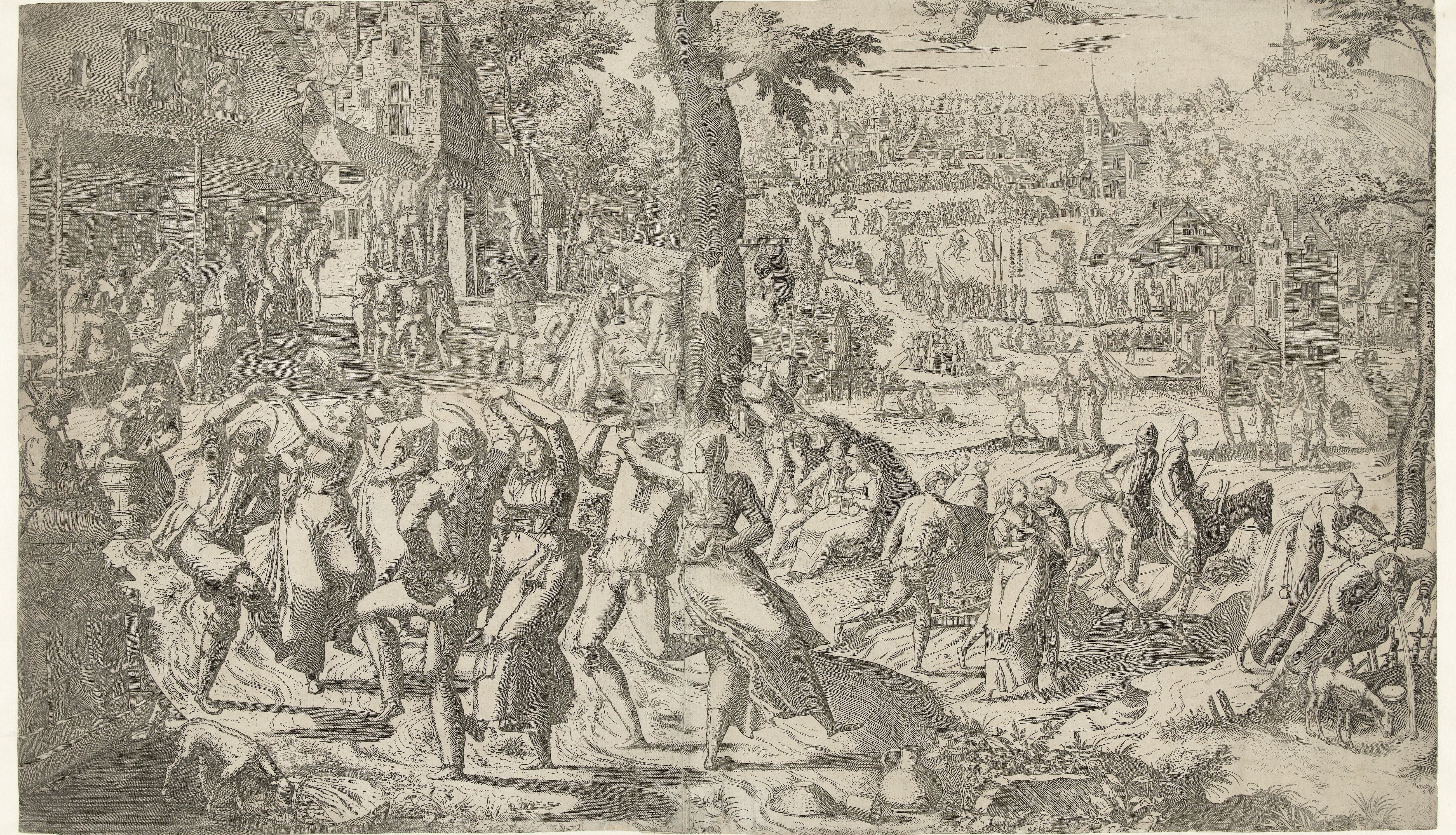
Op de prent Sint-Joriskermis (Pieter van der Borcht, 1553) is rechts van de boom het Ros Beiaard met de Vier Heemskinderen te zien

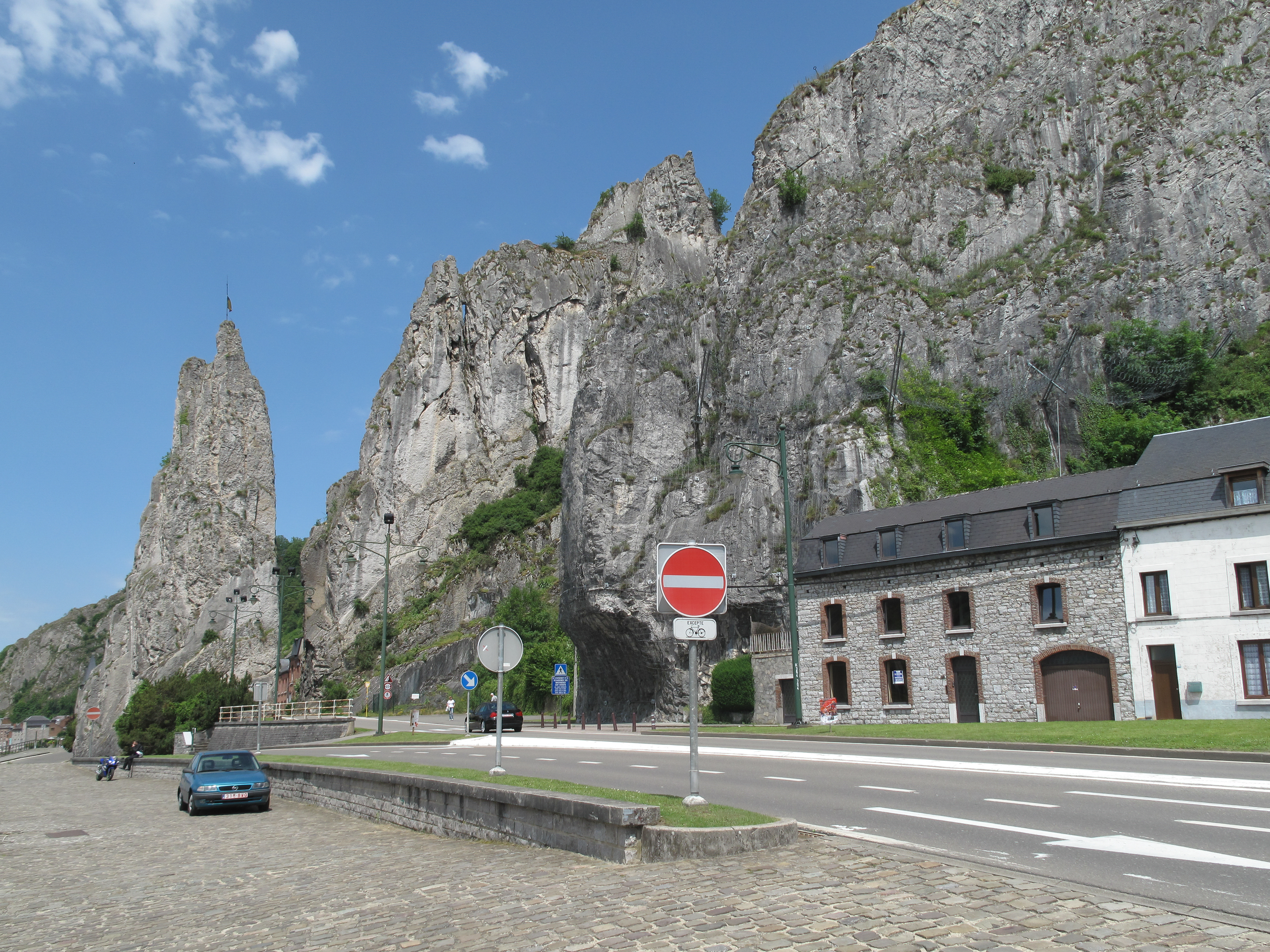
De Rots Bayard in Dinant. Volgens de sage werd de rots door de hoef van het Cheval Bayard gespleten.

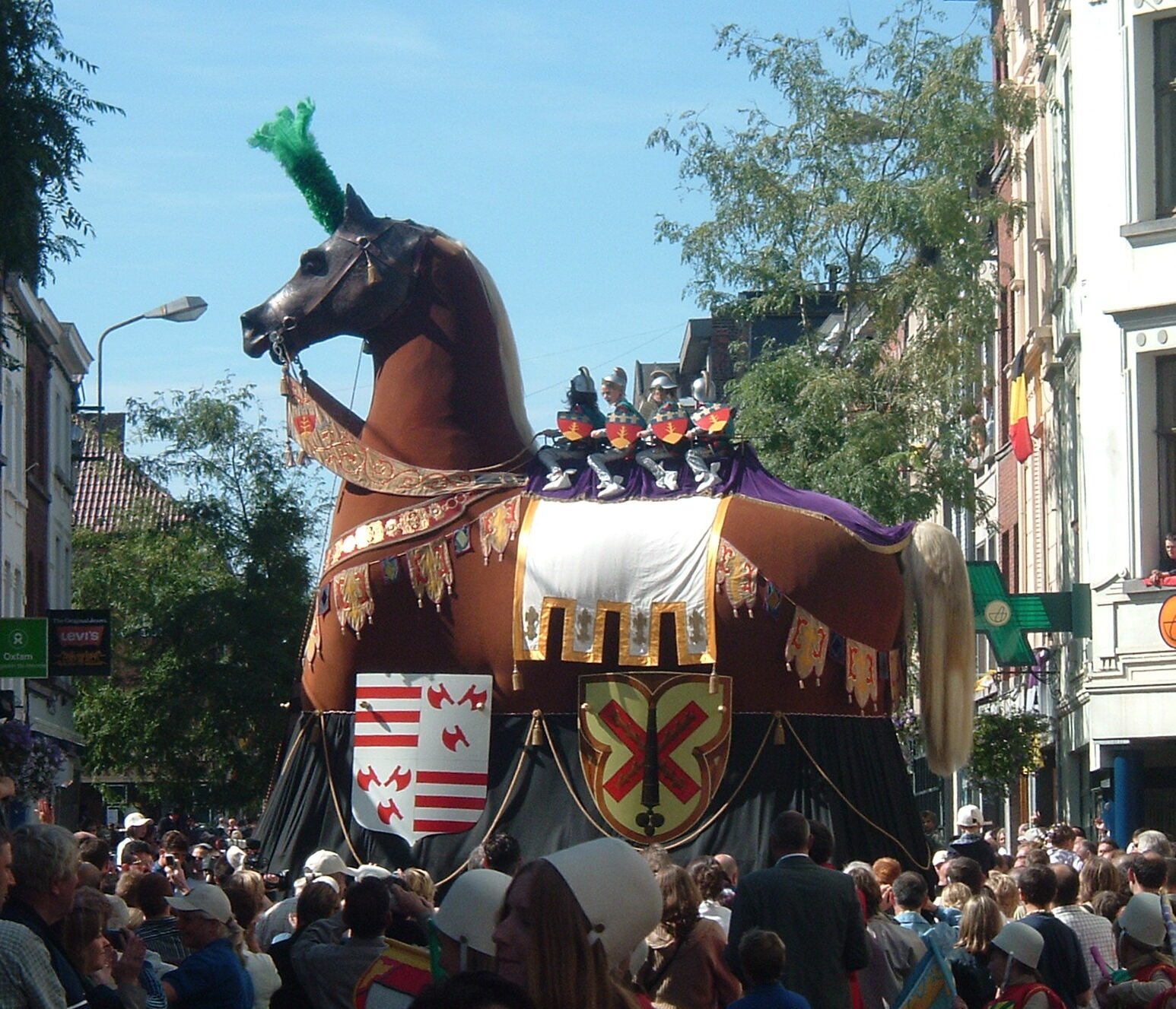
Het Ros Beiaard in Aat

Het Ros Beiaard is een folkloristisch paard, dat verwijst naar het zwarte paard in de sage van de Vier Heemskinderen. Een ommegang met dit (houten) paard bestaat in onder meer Dendermonde, Lier, Aat, Mechelen en Duffel. De Ros Beiaard-folklore van Sint-Niklaas, Dendermonde, Aat en Mechelen staan op de Werelderfgoedlijst van UNESCO.
De sage van de Vier Heemskinderen is een afgeleide van de Frankische roman Les quatre fils Aymon, die zich afspeelt in de Maasvallei. In het oorspronkelijke verhaal wordt het paard, daar le Cheval Bayard geheten, verdronken in de Maas. Zijn Vlaamse evenknie vindt de dood in de Schelde.

## Een reuzenpaard in processies en ommegangen
Uit de 15e-eeuwse Bourgondische Nederlanden zijn tal van ommegangen bekend waarin het Ros Beiaard meeliep met de vier heemskinderen. De vroegste vermelding is uit Mechelen (1416), en later ook uit Lier (1417), Leuven (1428), Eindhoven (1437), Dendermonde (1461) en Bergen op Zoom (1484). Ook in Breda, Dordrecht, Brugge, Nijvel, Oudenaarde, Tienen en Zoutleeuw is het Ros Beiaard gedocumenteerd. In de 16e en 17e eeuw maakte de Reformatie een einde aan deze traditie in de Republiek. Ook in België is ze op veel plaatsen verdwenen, maar steden zoals Ath, Brussel, Lier, Mechelen en Dendermonde hebben nog steeds een Ros Beiaard. Dendermonde is de enige plaats waar het Ros Beiaard het hoofdonderwerp uitmaakt van een tienjaarlijkse middeleeuwse ommegang.

## Thema's van de legende en internationale verspreiding
In de verhalen komen verschillende thema's aan bod. De historische figuur van Karel de Grote, tovenarij, een fabeldier, conflicten tussen leenheer en vazallen en de kruistochten. De Franse schrijver en politicus uit Montpellier, Ferdinand Castets veronderstelde in 1909 dat het paard zou kunnen komen uit de herinnering aan Raganfrid (ook Ragenfred) toen die, achtervolgd door Karel Martel, een sterk paard zou hebben gevonden dat hem in staat stelde het Frankische leger te ontlopen. 
De sage van het Ros Beiaard en de Vier Heemskinderen kende een grote verspreiding over Europa. Naargelang van de stad of streek ontstonden varianten op het oorspronkelijke verhaal. Dit valt te verklaren doordat de sage van het Ros Beiaard deel uitmaakt van de orale en geschreven traditie van middeleeuwse ridderromans in Europa. In heel wat steden in de ons omringende landen kent of kende men processies met het Ros Beiaard, staan er standbeelden in of andere verwijzingen naar de legende. Zo zijn er, naast België, ook verwijzingen naar het Ros Beiaard te vinden in Frankrijk, Duitsland, Ierland, Italië en Nederland.

## Standbeelden
Het verhaal van het Ros Beiaard diende als inspiratiebron voor vele kunstenaars:
- In Gent staat, aan het begin van de Graaf de Smet de Naeyerplaats, een bronzen Ros Beiaard uit 1913, ontworpen door Aloïs De Beule en Domien Ingels. Het diende als pronkstuk op de wereldtentoonstelling van dat jaar.
- In Dendermonde staat, op de rotonde aan de Stationsstraat, een bronzen standbeeld van Jan Desmarets. In het aanpalende stadspark staat nog een stenen exemplaar van Marc De Bruyn. Op de vijftig meter hoge torenspits van het huidige gerechtsgebouw troont een koperen Ros Beiaard standbeeld van de hand van Oscar Sinia dat van ver buiten het stadscentrum te bewonderen is. Tot slot staat er ook in Grembergen, aan het winkelcentrum langs de Zeelsebaan, een moderne Ros Beiaard sculptuur ontworpen door interieurarchitecte Klaar Teurrekens en architect Fernand Lancksweerd.
- In Bogny-sur-Meuse in de Franse Ardennen kent men de ‘Rocher des 4 Fils Aymon’ met een standbeeld van de Vier Heemskinderen met hun Ros Beiaard.
- Een Ros Beiaardbeeld vinden we eveneens terug in Namen aan de oever van de Maas.

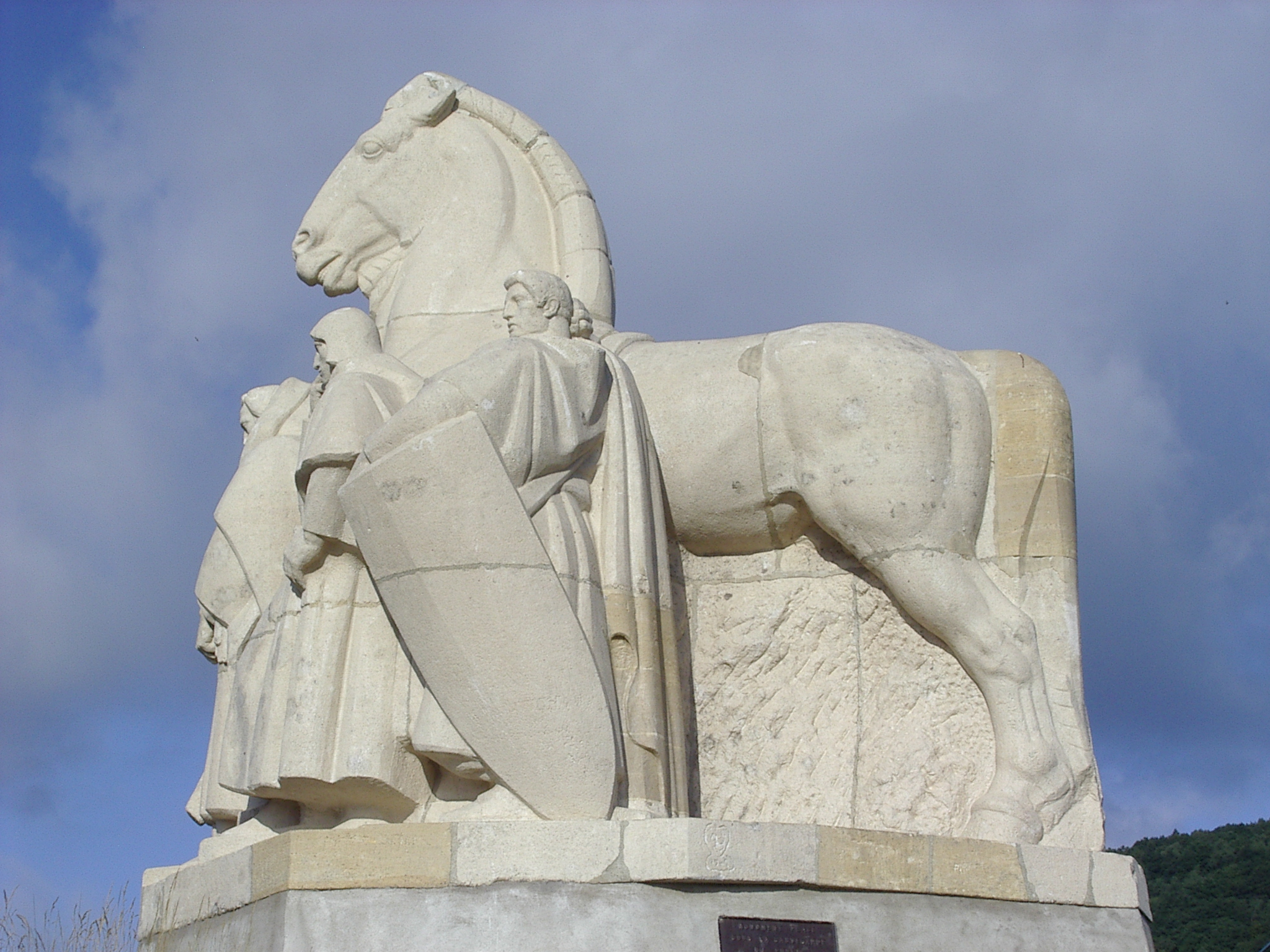
Bogny-sur-Meuse
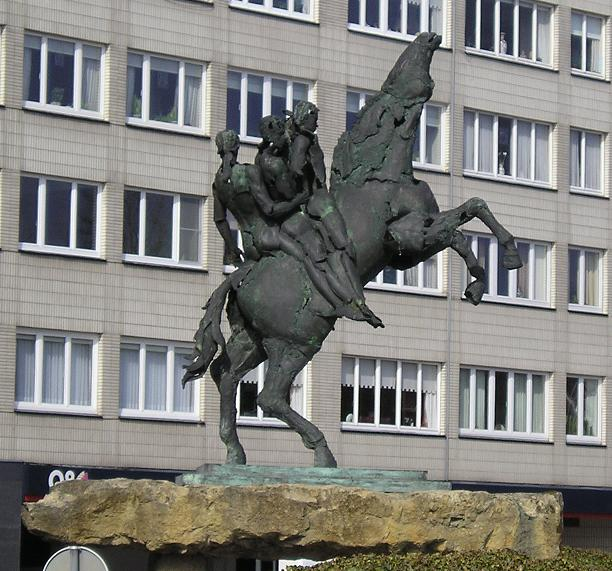
Dendermonde
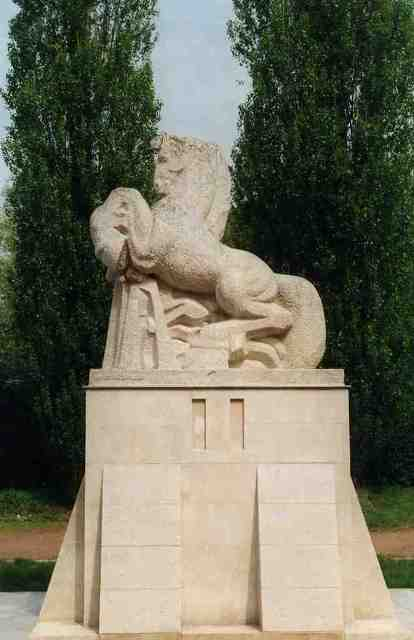
Dendermonde
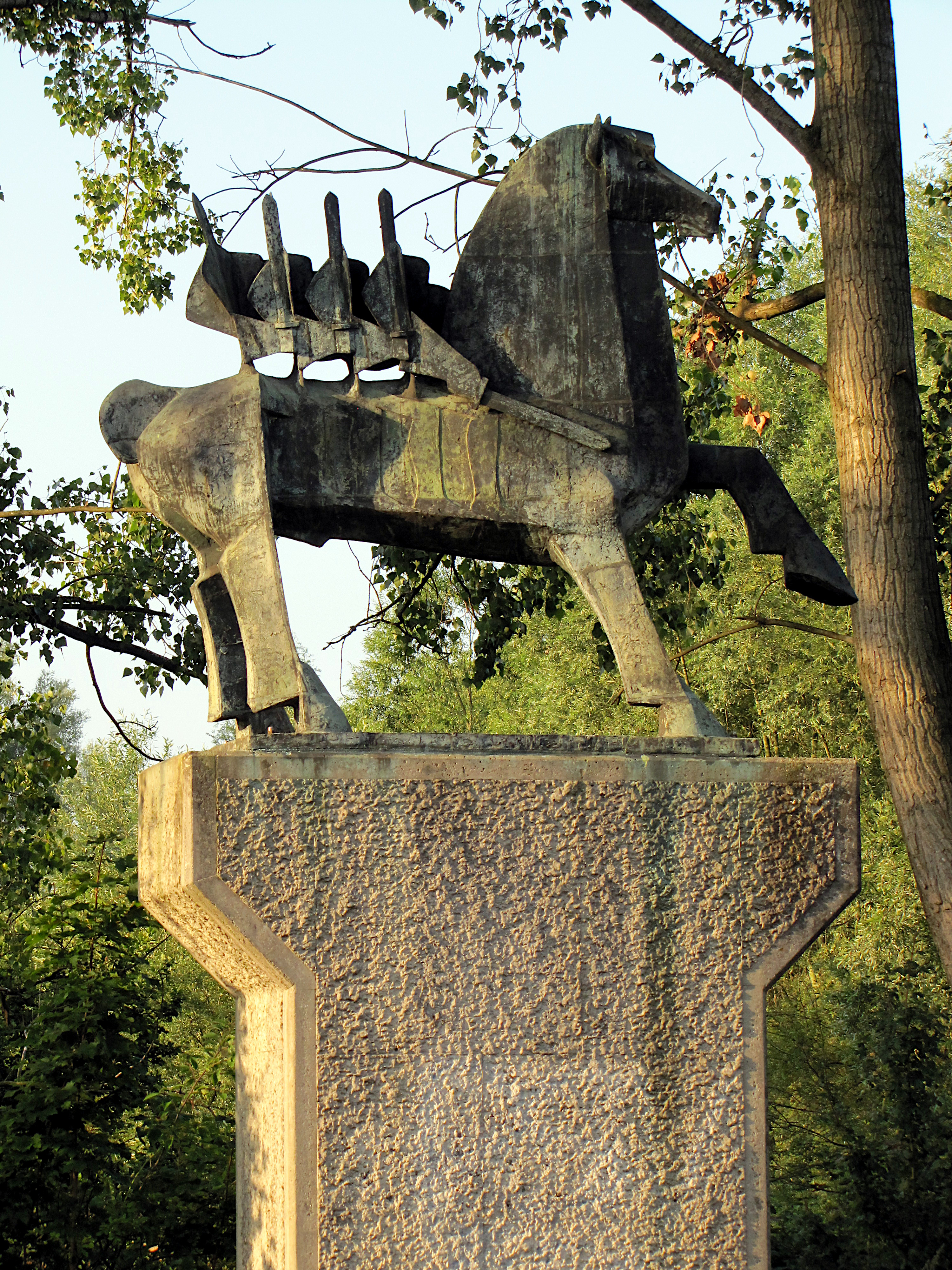
Geldrop
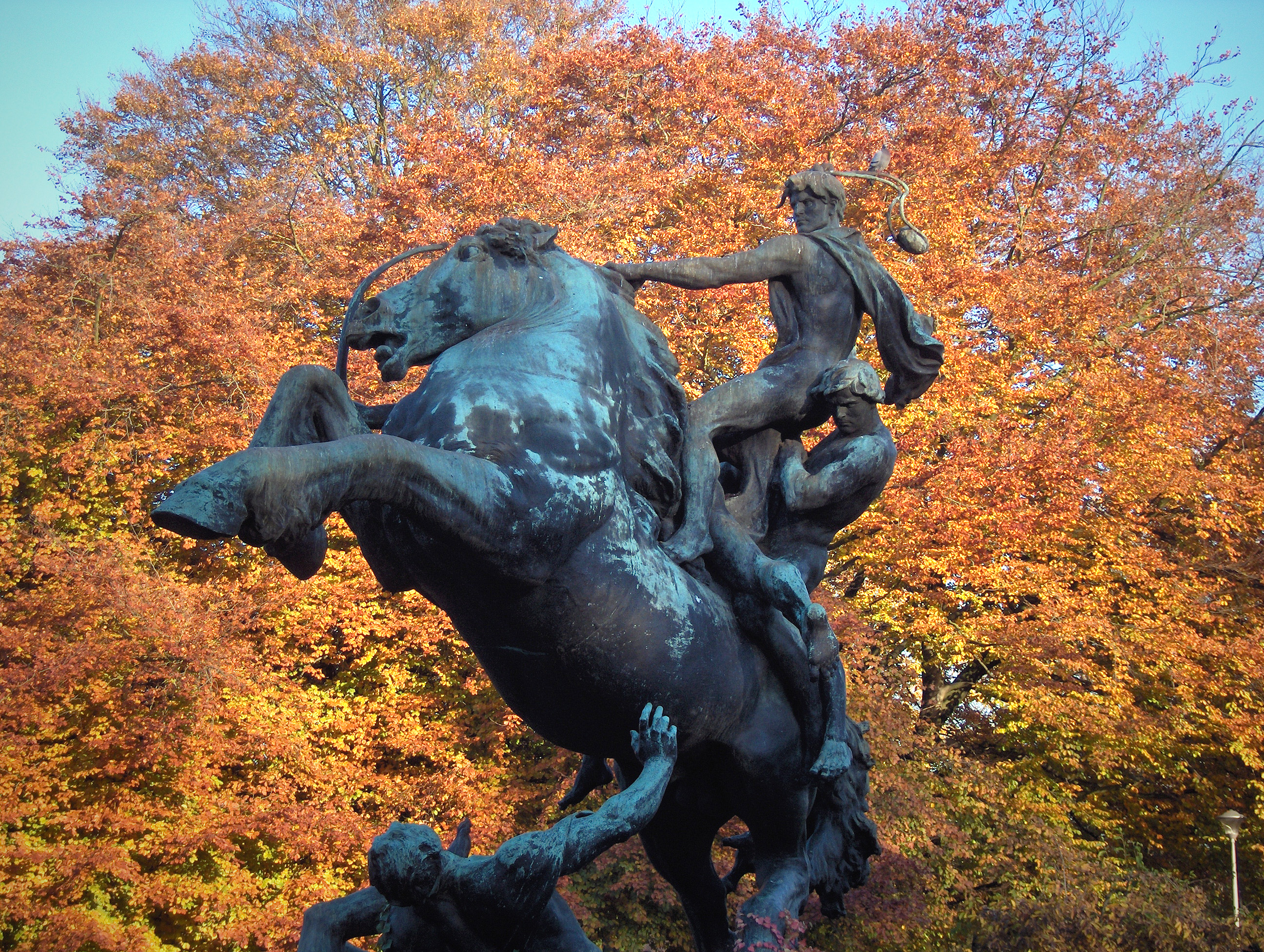
Gent
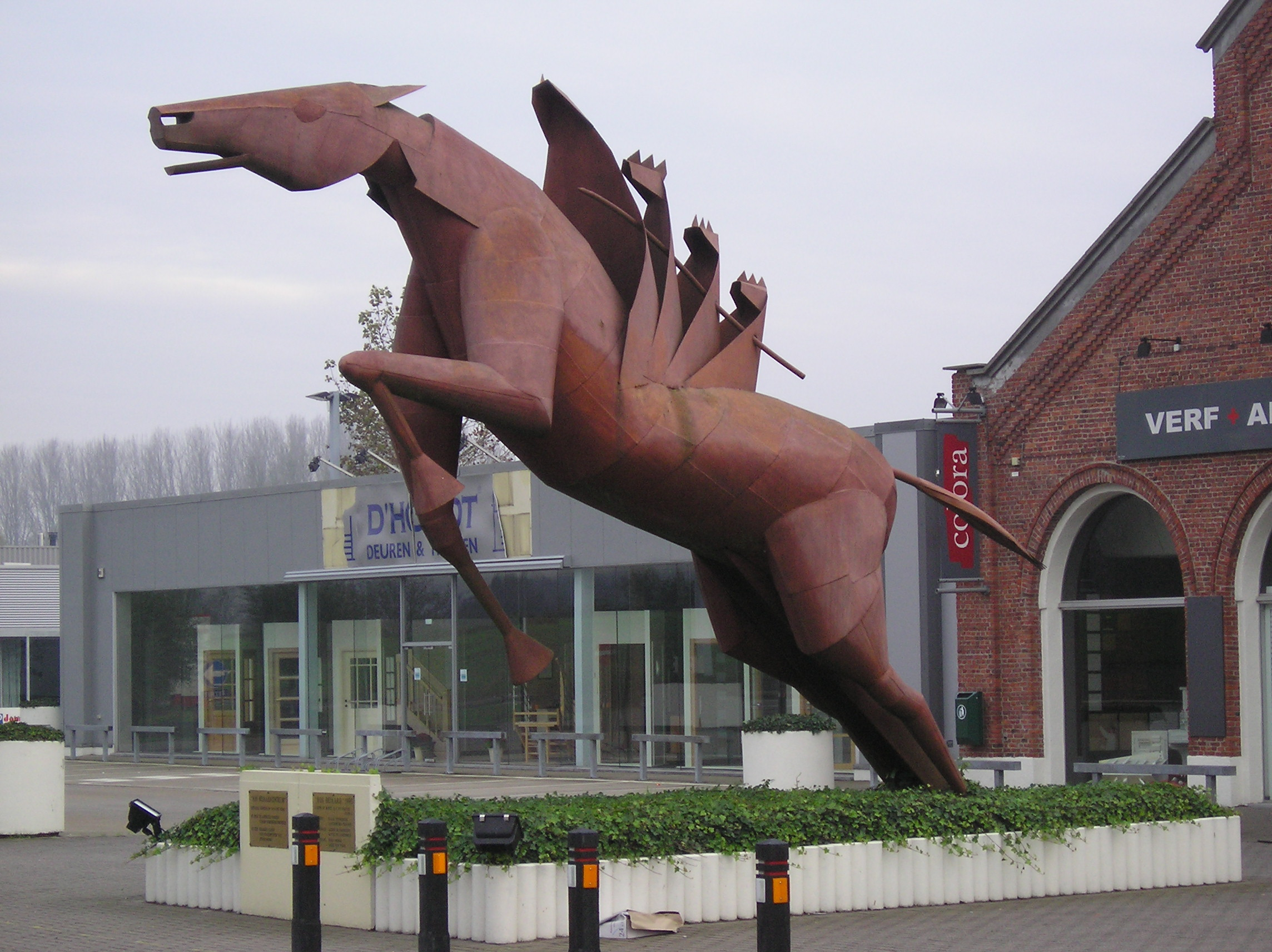
Grembergen
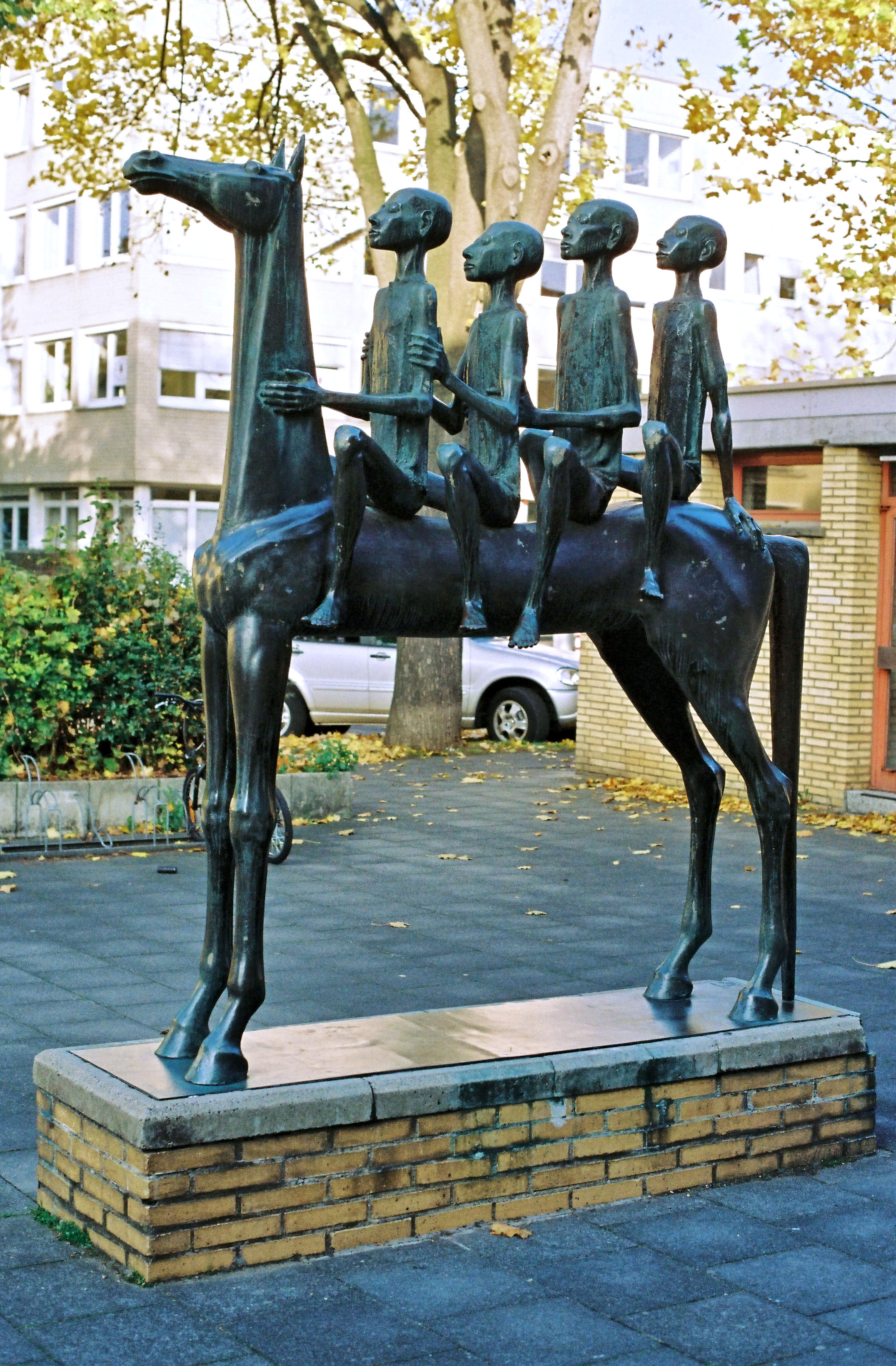
Keulen
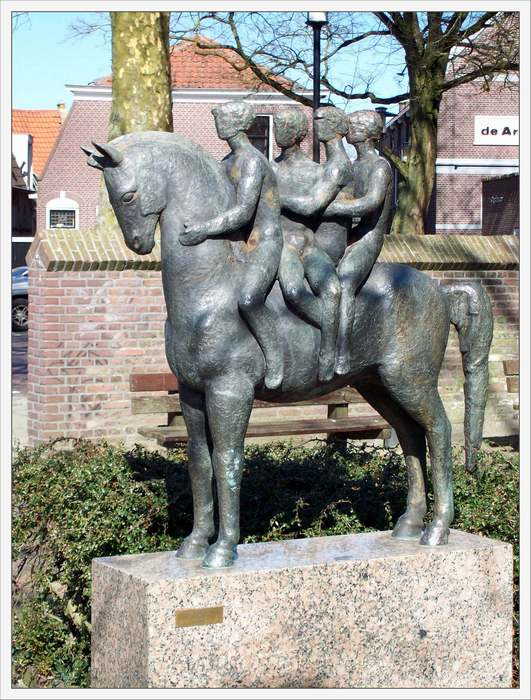
Nijkerk
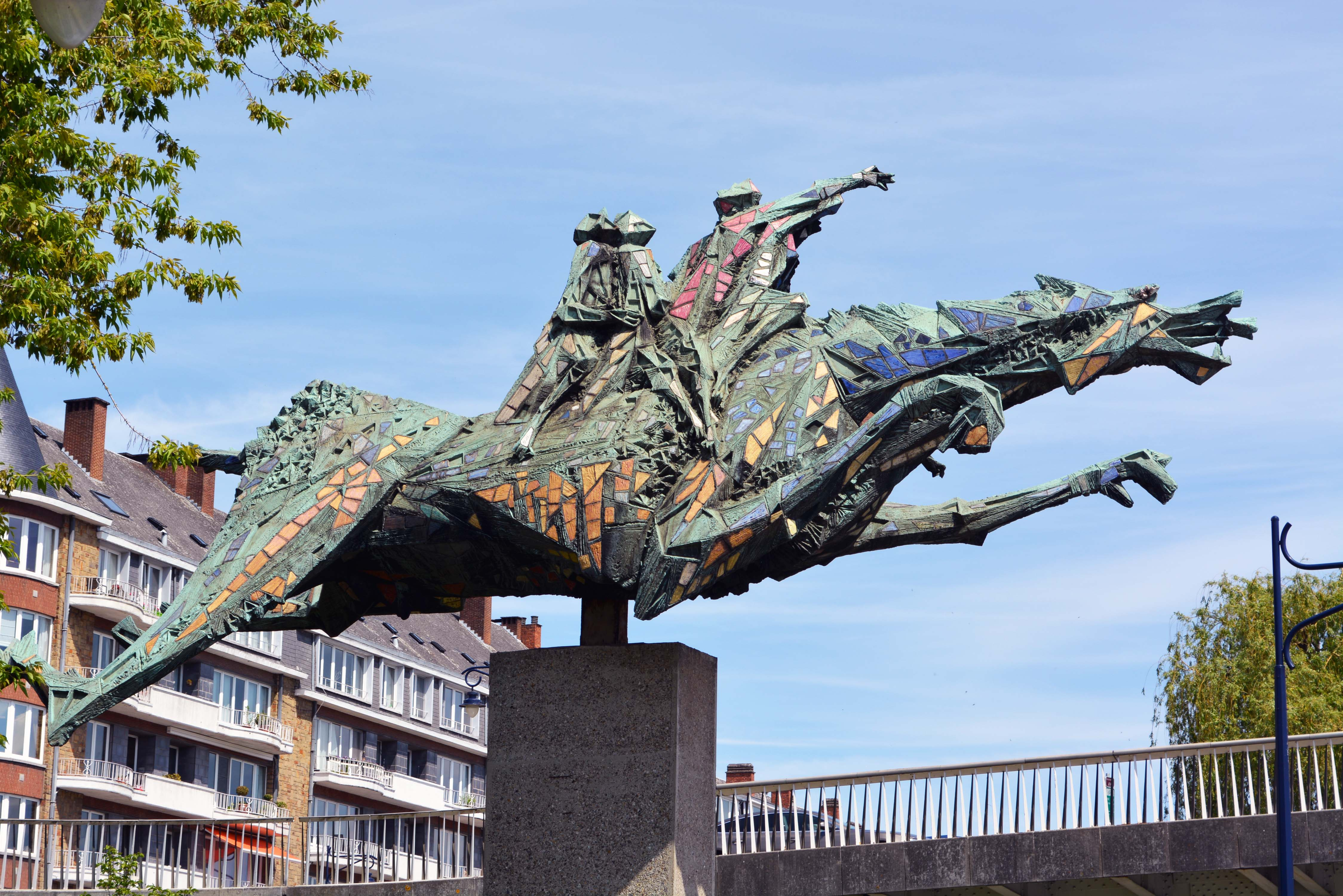
Namen

## Steden, plaatsen en straatnamen
Bertem in de provincie Vlaams-Brabant verklaart men als ‘peerdheim’, woonplaats van het paard. Een plaatselijke legende vertelt dat daar de wieg van het Ros Beiaard stond en dat er nog afdrukken van zijn hoeven te bemerken zijn.
In vele steden vindt men straatnamen zoals ‘De Vier Heemskinderenstraat’ (Brugge en Brussel), ‘Reynoutstraat’ en ‘Ros Beiaardstraat’ (Dendermonde). In Geldrop (Nederland) werd eveneens een straat naar de Vier Heemskinderen genoemd. In New York heeft men een Bayardstreet

## Andere verwijzingen
- Het Suske en Wiske-album Het ros Bazhaar is gebaseerd op het Ros Beiaard. De Jommekestrip Het verdwenen Hoefijzer ent zich op de Dendermondse Ros Beiaard traditie.
- Bij Wéris ligt er een steen met de naam Pas-Bayard waarin volgens de sage een afdruk van het Ros Beiaard zichtbaar zou zijn.
- Wie het Gaume-museum in Virton in de provincie Luxemburg bezoekt, wordt geconfronteerd met talrijke afbeeldingen van het Ros Beiaard en de Vier Heemskinderen op haardplaten, tekeningen en ornamenten. In Virton is er ook een Pas-de-Bayard en kent men de legende van Château Renaud.
- Op het Ierse platteland danst men op een zelf gezongen lied, dat vertelt over de avonturen van 4 stoere knapen, gezeten op een al-even-stoer paard. De link met de Ros Beiaardlegende ligt hier voor de hand.
- In Dendermonde is "Ros Bayard" tevens de naam van een populaire frituur of kan men iets gaan drinken in café "'t Peirt".

## Voetnoten
1. ↑  De historie vanden vier heemskinderen, ed. Irene Spijker, 2005, p. 320